# روبر سیاتکا
روبر سیاتکا (انگلیسی: Robert Siatka؛ زادهٔ ۲۰ ژوئن ۱۹۳۴) یک بازیکن فوتبال اهل فرانسه است.
از باشگاه‌هایی که در آن بازی کرده‌است می‌توان به نانت و استاد رنس اشاره کرد.
وی همچنین در تیم ملی فوتبال فرانسه بازی کرده‌است.